# AY Весов
AY Весов (лат. AY Librae) — одиночная переменная звезда в созвездии Весов на расстоянии (вычисленном из значения параллакса) приблизительно 28239 световых лет (около 8658 парсеков) от Солнца. Видимая звёздная величина звезды — от +16,3m до +15,1m.

## Характеристики
AY Весов — пульсирующая переменная звезда типа RR Лиры (RR).